# Barbara Olszewska
Barbara Janina Olszewska (ur. 1945) – polska inżynier, dr hab. nauk ekonomicznych, profesor zwyczajny Katedry Ekonomii Międzynarodowej Wydziału Ekonomii i Zarządzania Uniwersytetu Zielonogórskiego i Instytutu Nauk Ekonomicznych Wydziału Inżynieryjnego i Ekonomicznego Uniwersytetu Ekonomicznego we Wrocławiu.

## Życiorys
Obroniła pracę doktorską, w 1991 habilitowała się na podstawie pracy zatytułowanej Skłonność do eksportu przedsiębiorstw przemysłowych. 20 sierpnia 2002 nadano jej tytuł profesora w zakresie nauk ekonomicznych. Pracowała w Wyższej Szkole Handlowej we Wrocławiu.
Objęła funkcję profesora zwyczajnego Katedry Ekonomii Międzynarodowej Wydziału Ekonomii i Zarządzania Uniwersytetu Zielonogórskiego i Instytutu Nauk Ekonomicznych Wydziału Inżynieryjnego i Ekonomicznego Uniwersytetu Ekonomicznego we Wrocławiu.
Była kierownikiem w Katedrze Zarządzania Przedsiębiorstwem na Wydziale Inżynieryjnym i Ekonomicznym Akademii Ekonomicznej im. Oskara Langego we Wrocławiu.